# (21661) Olgagermani
(21661) Olgagermani est un astéroïde de la ceinture principale.

## Description
(21661) Olgagermani est un astéroïde de la ceinture principale. Il fut découvert le 1er septembre 1999 à Ceccano par Gianluca Masi. Il présente une orbite caractérisée par un demi-grand axe de 2,36 UA, une excentricité de 0,25 et une inclinaison de 5,6° par rapport à l'écliptique.

## Compléments